# Jake et Blake
Jake et Blake (Jake y Blake) est une sitcom argentine en 52 épisodes de 22 minutes créée par Cris Morena et diffusée entre le 29 novembre 2009 et le 25 juin 2010 sur Disney Channel.
En France, la série a été diffusée à partir du 23 juin 2010 sur Disney Channel. Elle reste inédite dans les autres pays francophones.

## Synopsis
Cette série raconte l'histoire de jumeaux séparés à la naissance et qui ne savent pas qu'ils sont frères. Lorsqu'ils se rencontrent, ils décident d'utiliser leur ressemblance pour échapper à leur vie quotidienne qui, pour Jake, est celle d'un étudiant ringard persécuté par un camarade de classe et, pour Blake, celle d'une pop star poursuivie par des fans hystériques et forcé de participer à des « fêtes barbantes ».

## Distribution
- Benjamín Rojas (VFB : Alessandro Bevilacqua) : Jake Valley / Blake Hill
- Sofía Reca (es) (VFB : Claire Tefnin) : Hope (Luz Fuentes en VO)
- Melanie Green (VFB : Mélanie Dambermont) : Anita « Annie » Linares
- Tomás Martínez (VFB : Grégory Praet) : Max Hill
- Ana Justo : Kathy
- Victoria Maurette (VFB : Cathy Boquet) : Miranda
- Pablo Drutman : Buddy
- Fabio Aste (VFB : Laurent Vernin) : Joaquín Patrick Fynk
- Marcelo Andino (VFB : Jean-Pierre Denuit) : Slate (Lacalle en VO)
- Diego Child (VFB : Pierre Lognay) : Bruce (Bruno en VO)
- Matías Mayer (es) : Alan King
- Diego Leske (VFB : Olivier Cuvellier) : Señor King

Version française : Studio d'enregistrement - Dubbing Brothers ; direction artistique - Bruno Mullenaerts

## Épisodes

### Première saison (2009-2010)
1. Comme dans un miroir (Como un espejo)
2. Changements de rôles (Él y yo)
3. Comédie musicale (Ceniciento)
4. Célèbres inconnus (Famosos anónimos)
5. Le Défi (Como pez en el agua)
6. La Fugue de Kurt (Liberen a Kurt)
7. Frères (Hermanos)
8. Compétition interscolaire (Intercolegial)
9. Secrets de filles (Cosas de chicas)
10. Sauvez notre ferme (¡¡Salven a la Granja!!)
11. L'Ex-petite amie (Compromiso)
12. Jalousie (Celos)
13. À chacun ses peurs (Pánico)
14. Les Liens du sang (Lazos de familia)
15. La Compétition de danse (Ser el otro)
16. Le Jeu Gagnant (Miente Sa)
17. Question de chiffres (Cuestión de numeros)
18. Mère et Fils (De Madres e Hijos)
19. Joyeux Anniversaire (Que Los Cumplas Feliz)
20. La Famille Parfaite (La Familia Perfecta)
21. Qui suis-je ? (¿Yo... Soy Yo?)
22. Le Chemin de la vérité (Las Cosas Por Su Nombre)
23. Aveux confus (Confesiones Confundidas)
24. L'Amour de ma vie (El Amor De Mi Vida)
25. Meilleurs amis (Mejores Amigos)
26. Redevenir soi (Volviendo a Ser Yo)

### Deuxième saison (2010)
1. L'Île de Fynk (Fynklandia)
2. La Vidéo compromettante (Sacarse las caretas)
3. Les Nouveaux Talents (Talentosas)
4. Week-end dans les bois (El blues del bungalow)
5. Un amour royal (La reconquista)
6. Le Secret d'Augustina (El secreto de agustina)
7. La Bague de l'espoir (Despistados)
8. Le Concours de sosies (Clonados)
9. Le Prix à tout prix (Premia2)
10. Petite vengeance entre jumeaux (Buena imagen)
11. Des mots magiques (Palabras magicas)
12. Le Concours des inventions (Nada nuevo bajo el sol)
13. Le Concours de danse (Ayudantes)
14. Fâcheries en tous genres (Injusticias varias)
15. La Commère (Hablar de mas)
16. Entraide familiale (Cariño de madre)
17. Il y a de la rébellion dans l'air (Las Sushis)
18. Le Concours de maths (Los reyes del retro)
19. Les Sushi Girls (Maldiciones)
20. Le Bal de remise de diplôme (Triunfadores)
21. L'Épidémie (Ojo por ojo)
22. Blake se jette à l'eau (Cain y Abel)
23. L'Espion espionné (Hay Equipo)
24. Jake versus Blake (Jake y Blake)
25. Deux contre tous
26. Un duo de choc